# 高島秋帆
高島 秋帆（たかしま しゅうはん）は、江戸時代後期から末期にかけての砲術家。高島流砲術の創始者（流祖）。「火技之中興洋兵之開祖」と号することを認められた。

## 生涯
寛政10年（1798年）、長崎町年寄の高島茂起（四郎兵衛）の三男として生まれた。先祖は近江国高島郡出身の武士で、近江源氏佐々木氏の末裔。家紋は「丸に重ね四つ目結」。文化11年（1814年）に父の跡を継ぎ、後に長崎会所調役頭取となった。藤沢東畡によって大坂市中に開かれた漢学塾であった泊園書院に学ぶ。当時、長崎は日本で唯一の海外と通じた都市であったため、そこで育った秋帆は、日本砲術と西洋砲術の格差を知って愕然とし、出島のオランダ人らを通じてオランダ語や洋式砲術を学び、私費で銃器等を揃え天保5年（1834年）に高島流砲術を完成させた。また、この年に肥前佐賀藩武雄領主であった鍋島茂義が入門すると、翌天保6年（1835年）に免許皆伝を与えるとともに、自作第一号の大砲（青銅製モルチール砲）を献上している。
その後、アヘン戦争で清がイギリスに敗れたことを知ると、秋帆は幕府に火砲の近代化を訴える意見書『天保上書』を提出して天保12年5月9日（1841年6月27日）、武蔵国徳丸ヶ原（現在の東京都板橋区高島平）で日本初となる洋式砲術と洋式銃陣の公開演習を行った。この時の兵装束は筒袖上衣に裁着袴（たっつけばかま）、頭に黒塗円錐形の銃陣笠であり、特に銃陣笠は見分に来ていた幕府の役人が「異様之冠物」と称するような斬新なものであった。

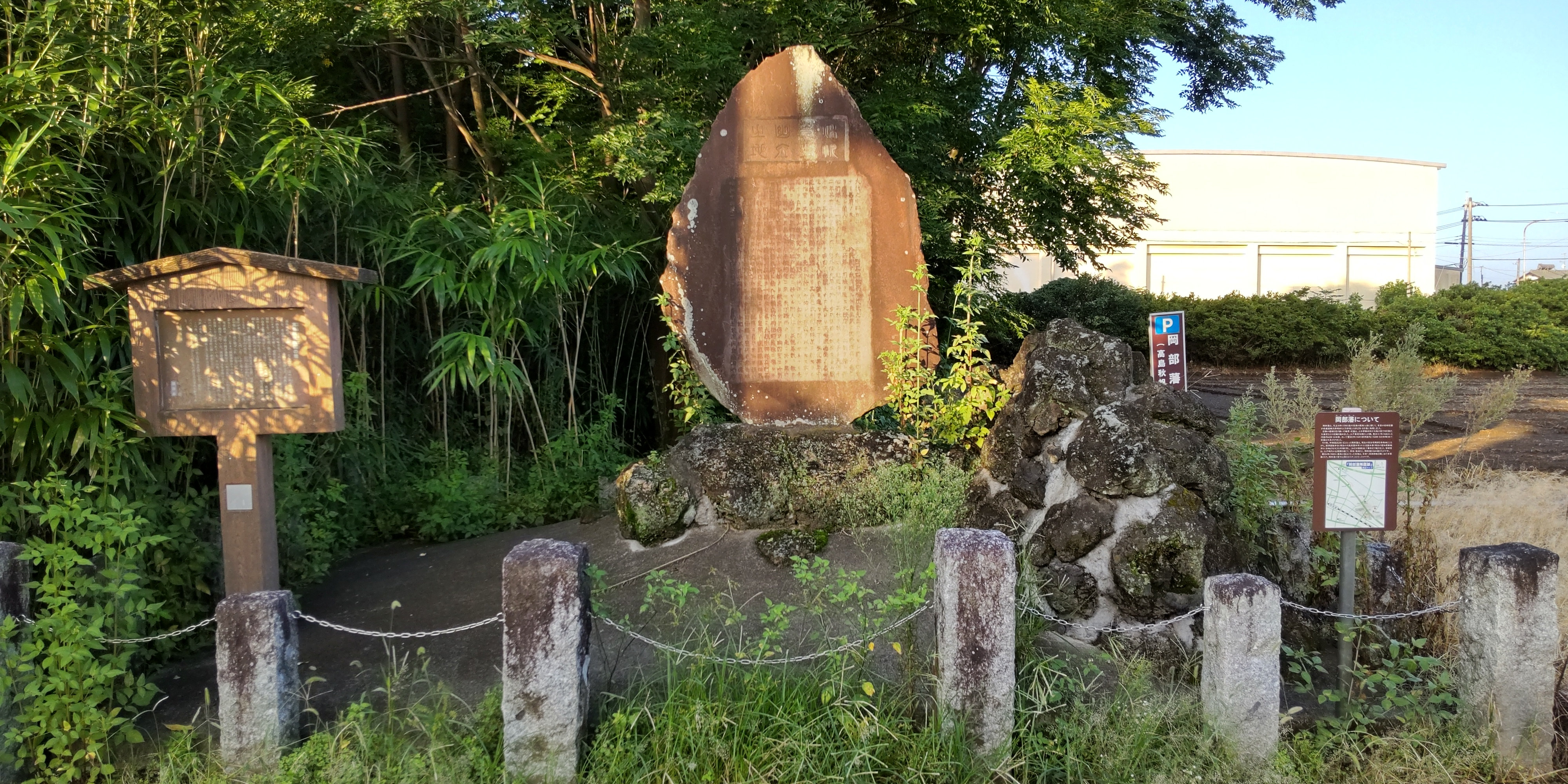
高島秋帆が幽閉された岡部藩陣屋跡 (埼玉県深谷市岡部1197) (2024年9月撮影)

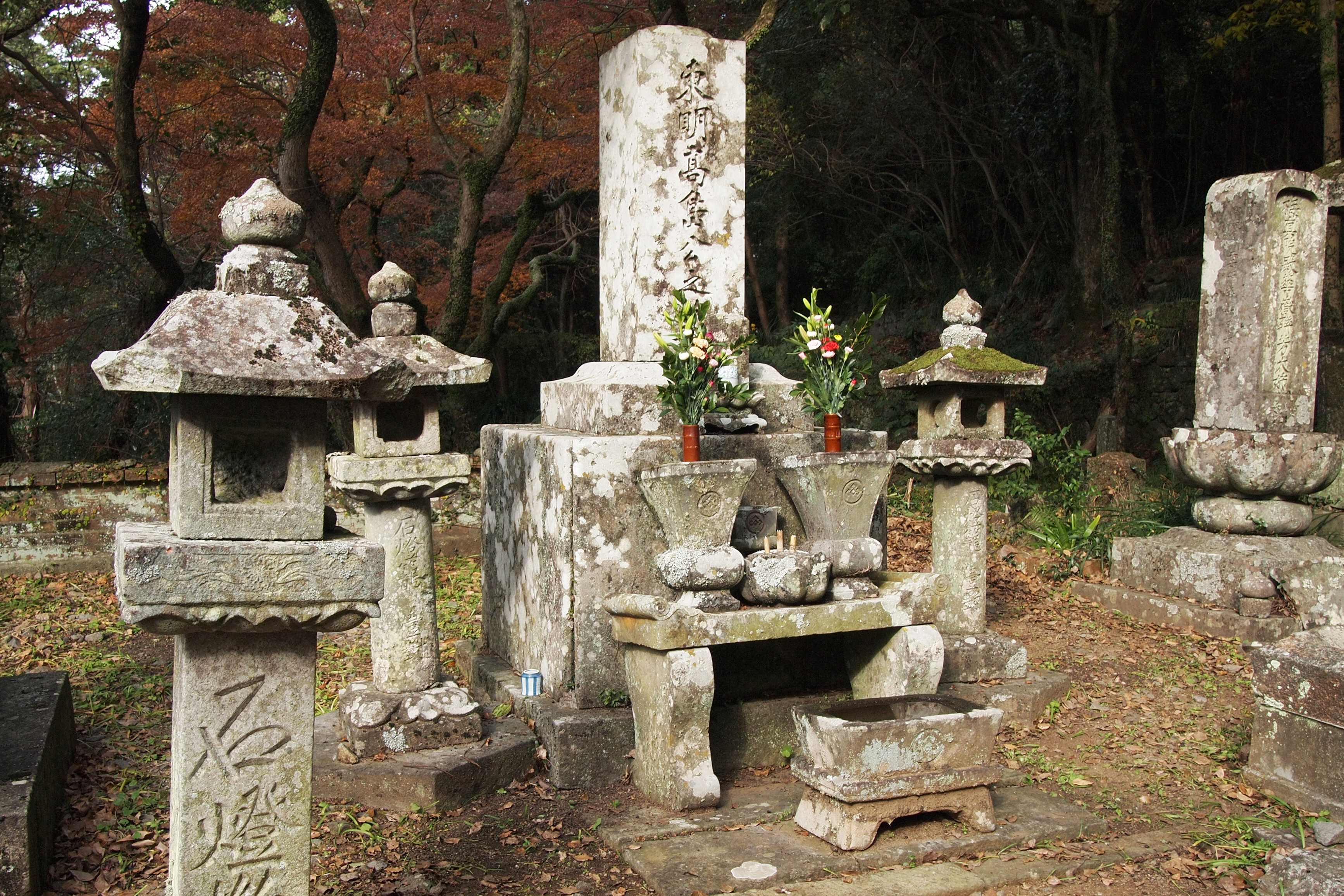
秋帆の眠る高島家墓地（晧台寺）

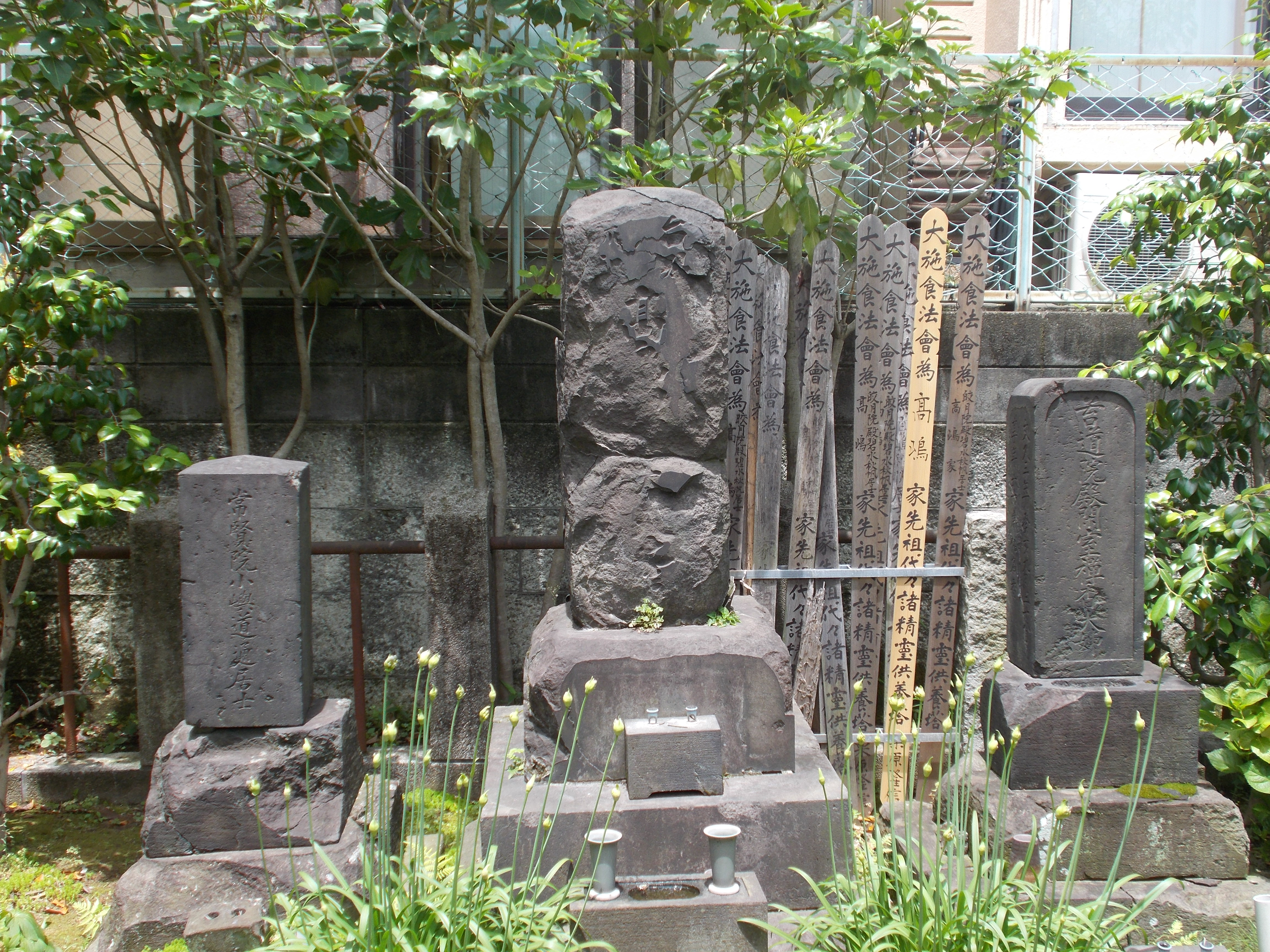
秋帆の墓（東京都文京区の大円寺）

この演習の結果、秋帆は幕府からは砲術の専門家として重用され、老中阿部正弘からは「火技中興洋兵開基」と讃えられた。幕命により江川英龍や下曽根信敦に洋式砲術を伝授し、さらにその門人へと高島流砲術は広まった。しかし、翌天保13年（1842年）、長崎会所の長年にわたる杜撰な運営の責任者として長崎奉行の伊沢政義に逮捕・投獄され、高島家は断絶となった。幕府から重用されつつ脇荷貿易によって十万石の大名に匹敵する資金力を持つ秋帆を鳥居耀蔵が妬み「密貿易をしている」という讒訴をしたためというのが通説だが、秋帆の逮捕・長崎会所の粛清は会所経理の乱脈が銅座の精銅生産を阻害することを恐れた老中水野忠邦によって行われたものとする説もある。武蔵国岡部藩に預けられて幽閉されたが、洋式兵学の必要を感じた諸藩は秘密裏に秋帆に接触し教わっていた。
嘉永6年（1853年）、ペリー来航による社会情勢の変化により赦免されて出獄。幽閉中に鎖国・海防政策の誤りに気付き、開国・交易説に転じており、開国・通商をすべきとする『嘉永上書』を幕府に提出。攘夷論の少なくない世論もあってその後は幕府の富士見宝蔵番兼講武所支配および師範となり、幕府の砲術訓練の指導に尽力した。元治元年（1864年）に『歩操新式』等の教練書を「秋帆高島敦」名で編纂した。慶応2年（1866年）、69歳（満67歳）で死去した。

## 後世への影響
秋帆が日本語の「号令」を用い、それが明治以降の軍隊や学校に受け継がれたと言う人がいるが、オランダ人は秋帆に「軍事用語は必ずオランダ語を使うこと」を条件に西洋砲術を教授したため、秋帆は日本人の美徳として師の命令を厳守し、門人に対する号令は全てオランダ語で行っていた。
後に攘夷思想に基づく外国語排除運動によって、幕府や雄藩でオランダ式号令の日本語化が進められたが、オランダ語に親しんだ門弟や将兵には不評で混乱を招いたという。その後門弟達が苦心して日本語化した号令が、形を少しずつ変えながら日本の軍隊や学校の号令として普及した。いくつかの例を揚げると、「進め（マルス）」「止まれ（ハルト）」「気をつけ（ゲーフトアクト）」「前へ習え（ペロトン）」「休め（リユスト）」「頭右（ホーフド・レクツ）」「右向け右（レクツ・オム）」「狙え（セット）」「撃て（ヒュール）」「捧げ筒（プレゼンテールト・ヘットゲール）」等がある。
現在でも高島流砲術は1841年の洋式砲術演習場所となった東京都板橋区の有志により継承されており、依頼があれば全国各地へ出向き高島流砲術の実射演武を行っている。
注目すべきは号令を当時と同じ「オランダ式号令」を使っている点であり、その動作は和流砲術とは異なり極めてスピーディー、まさにその後の軍隊に受け継がれる過渡期の動きと言える。

## 高島流砲術の門下

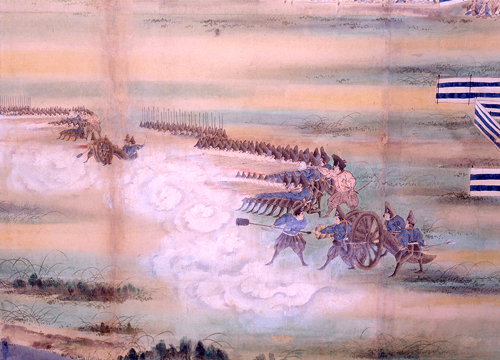
「砲術稽古業見分之図」
天保12年（1841年）5月9日に行われた日本初の洋式砲術・銃陣演習の様子を描いたもの（板橋区立郷土資料館蔵）

- 高島門下の三龍[3]
  - 下曽根信敦（旗本）
  - 江川英龍（旗本、韮山代官）
  - 村上範致（三河田原藩）
- 平山醇左衛門（佐賀藩武雄領）
- 有坂成章（長州藩岩国領）
- 池部啓太（肥後藩）[4]
- 成田正右衛門（薩摩藩）

## 登場作品
- 小説
  - 松本清張『天保図録』
  - 佐伯泰英『夏目影二郎始末旅』光文社。
- テレビドラマ
  - 『天皇の世紀』（1971年、朝日放送 演：中村翫右衛門）
  - 『青天を衝け』（2021年、NHK大河ドラマ 演：玉木宏）
- 漫画
  - みなもと太郎『風雲児たち』